# Römischer Grabstein (Eichhof)

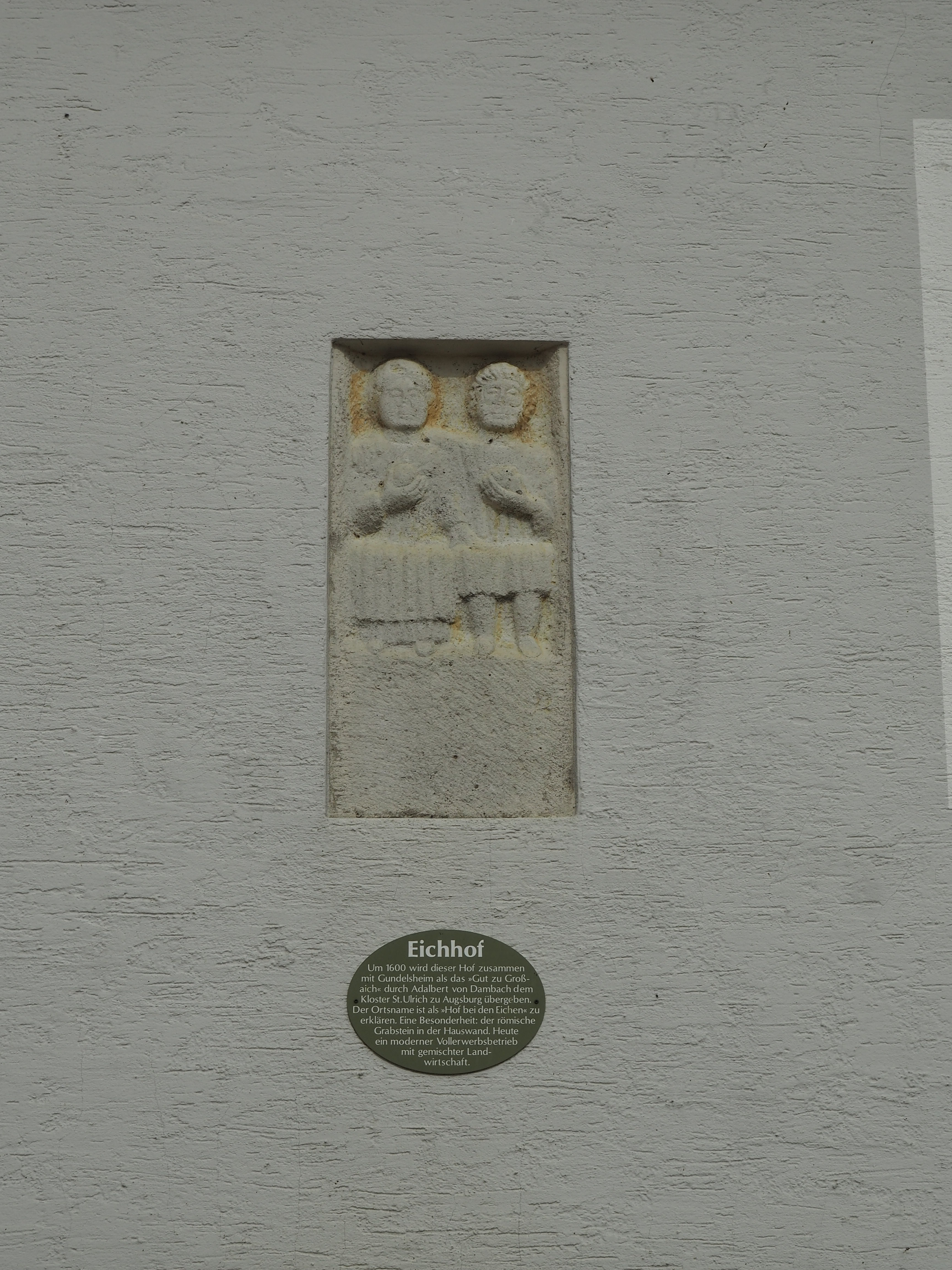
Römischer Grabstein in Eichhof

Der römische Grabstein in Eichhof, einem Stadtteil von Treuchtlingen im südlichen Teil des mittelfränkischen Landkreises Weißenburg-Gunzenhausen in Bayern, wird auf circa 200 n. Chr. datiert. Der Grabstein am Gebäude Eichhof 1, in der äußeren Ostwand seitlich über der Haustür eingemauert, ist ein geschütztes Baudenkmal.
Der 80 cm breite und 1,30 Meter hohe Grabstein aus Ellinger Keupersandstein zeigt im Relief ein sitzendes Ehepaar mit Äpfeln (?) in den Händen. 